# 拉库马·希拉尼
拉库马·希拉尼（英語：Rajkumar Hirani，1962年11月22日—），印度电影导演、编剧、剪接师。他获得过印度国家电影奖、印度電影觀眾獎。最有名的作品是2009年的喜剧片《三个傻瓜》，2013年之前是史上票房最高的印度電影。

## 早年
他生于那格浦尔的一个信德族家庭。他父亲Suresh Hirani是一名商人。他中学学的是商科，后来想成为一名印地语电影演员。他父亲让他入读浦那的印度电影和电视学院(FTII)，不过当时该校的表演专业已经停办，而导演专业竞争太激烈，因此他选的是剪辑专业。在校时他获得了奖学金，为家里节省了一些费用。

## 电影事业
从FTII毕业后，他作为剪辑师工作了多年。他也做过不少广告片。
他剪接的2000年电影《血染天堂》获得很大的成功。2003年开始导演了首部作品《穆那大哥做医生》，本片在口碑、票房与奖项收到了很大的成功。2006年的《傻瓜大哥再出擊》同样非常成功。2009年的《三個傻瓜》成本只有710万美圆，全球票房达7422万美圆，当时创造了印度电影在全球票房的最高记录。
2014年执导的讽刺喜剧片《我的个神啊》更成为首部全球票房过一亿美元的印度电影。

## 个人生活
他的妻子是Manjeet Hirani，目前居住在孟买的Bandra。

## 作品列表
| 年份 | 標題                   | 導演 | 編劇 | 故事 | 剪輯師 | 製片 | 附註                     |
| ---- | ---------------------- | ---- | ---- | ---- | ------ | ---- | ------------------------ |
| 2003 | 《穆那大哥做医生》     | 是   | 是   | 是   | 是     | 否   |                          |
| 2006 | 《傻瓜大哥再出擊》     | 是   | 是   | 是   | 是     | 否   | 兼對白作家               |
| 2009 | 《三傻大闹宝莱坞》     | 是   | 是   | 是   | 是     | 否   |                          |
| 2012 | 《法拉利之旅》         | 否   | 否   | 否   | 是     | 創意 | 兼對白作家               |
| 2014 | 《來自星星的傻瓜PK》   | 是   | 是   | 是   | 是     | 是   |                          |
| 2016 | 《拳击少女和爆疯大叔》 | 否   | 否   | 否   | 否     | 是   | 雙語電影；印地語版製片人 |
| 2018 | 《巨星桑君》           | 是   | 是   | 是   | 是     | 是   |                          |
| 2023 | 《世紀倫敦夢》         | 是   | 是   | 是   | 是     | 是   |                          |
| TBA  | Made in India          | 否   | 否   | 是   | 否     | 否   |                          |

僅剪輯
- The Eight Column Fair（1987；短片）
- Jab Pyar Kiya to Darna Kya（1991）
- 《爵士巴特（英语：Jazbaat (1994 film)）》（1994）
- 《血染天堂》（2000）

僅創意製片人
- 《帕瑞妮塔（英语：Parineeta (2005 film)）》（2005）
- 《皇家卫兵（英语：Eklavya: The Royal Guard）》（2007）